# Xylophis stenorhynchus
Xylophis stenorhynchus är en ormart som beskrevs av Günther 1875. Xylophis stenorhynchus ingår i släktet Xylophis och familjen snokar. Inga underarter finns listade i Catalogue of Life.
Arten förekommer i en mindre region i bergstrakten Västra Ghats i södra Indien. Den är känd från områden som ligger 1200 till 1600 meter över havet. Habitatet utgörs av fuktiga bergsskogar. Individerna gräver i lövskiktet eller i det översta jordlagret. De äter främst daggmaskar och andra maskar. Honor lägger ägg.
Populationens storlek är inte känd. Det saknas uppgifter angående hot mot arten. IUCN listar Xylophis stenorhynchus med kunskapsbrist (DD).